# Watford
Watford är en stad i Hertfordshire i England, 30 km nordväst om London. Distriktet har 90 301 invånare (2011). I storstadsområdet bor det cirka 120 960 invånare, vilket gör det till det 47:e största storstadsområdet i England.[när?] Londons ringled M25 går strax utanför staden. Watfords tunnelbanestation ligger i utkanten av stadens centrum och är en av de nordvästra slutpunkterna på Metropolitan Line. Även London Overground har en linje till Watford. 
Fotbollslaget Watford FC kommer från staden och spelar sina matcher på Vicarage Road. Sedan 1997 delar man arena med rugbylaget Saracens F.C.